# Baszta Panieńska
Baszta Panieńska (niem. Frauenturm) także Baszta Siedmiu Płaszczy (niem. Siebenmantelturm) – budowla zlokalizowana jest w pobliżu Odry u stóp Zamku Książąt Pomorskich przy ulicy Panieńskiej 47 w Szczecinie. Wpisana do rejestru zabytków pod nr 8 z 11 czerwca 1954 roku. 
Blisko baszty przebiegają ruchliwe arterie miejskie – Trasa Zamkowa i Trasa Nadodrzańska (a konkretnie jej część o nazwie Nabrzeże Wieleckie, gdzie położony jest także Bulwar Piastowski). Niedaleko znajduje się też tzw. Nowa Starówka (część Starego Miasta będąca nadal częściowo w odbudowie).

## Symbolmiasta Szczecina

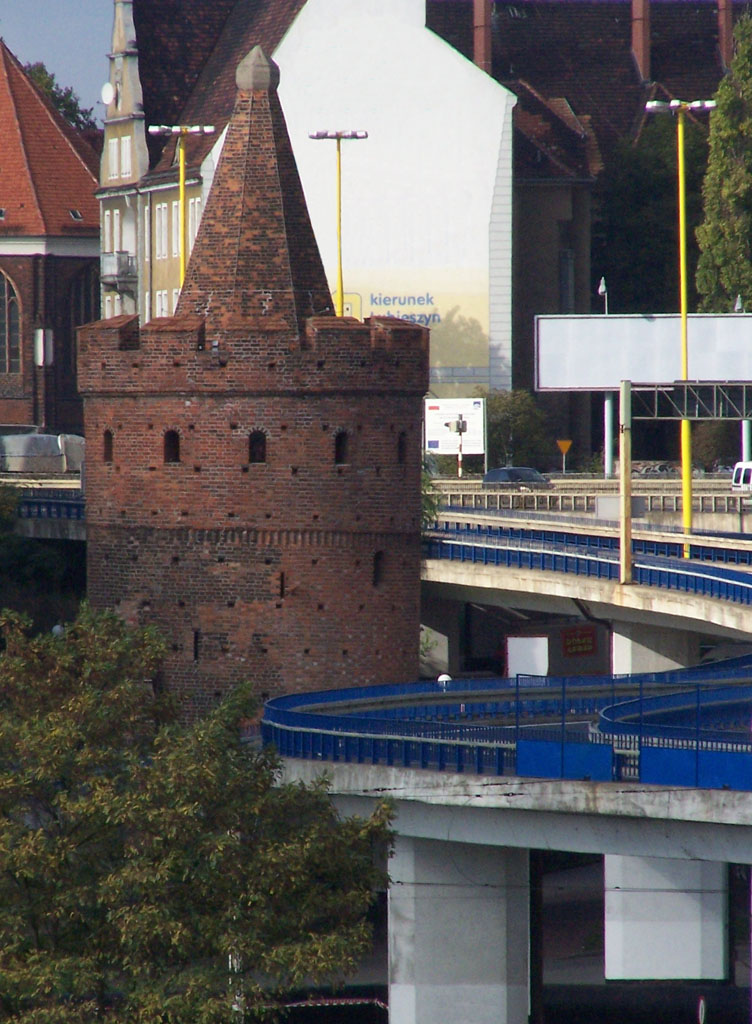
Widok na basztę z Trasy Zamkowej

Baszta Siedmiu Płaszczy jest jednym z szeroko rozpoznawalnych symboli miasta Szczecina. W formie stylizowanej chętnie jest umieszczana na godłach, flagach, logach i symbolach różnych instytucji, targów, imprez i wszelkich obchodów związanych z tym miastem. 
Przez długi czas zdjęcie z Basztą Panieńską (i sygnałem syreny okrętowej w tle) było symbolem m.in. Telewizji Szczecin (obecnie stanowiącej jeden z oddziałów terenowych Telewizji Polskiej TVP 3). 

## Historia

### Średniowiecze

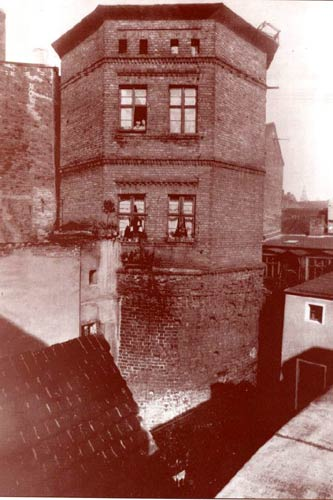
Baszta Panieńska przed 1945 rokiem

Nazwa jej pochodzi od Bramy Panieńskiej wybudowanej w 1307 r. prowadzącej do klasztoru cysterek z 1243 roku. Jest pozostałością gotyckich fortyfikacji zbudowanych w XIV wieku. Mury średniowiecznego Szczecina liczyły 2510 m, w tym 610 m nad Odrą. Posiadały 4 bramy główne: Młyńską (niem. Mühlentor), Świętego Ducha (niem. Heiligegeisttor), Pasawską (niem. Passauertor) i Panieńską (niem. Frauenthor). W XV w. bramy przebudowano, dodając tzw. przedbramia. Obok bram obwarowania posiadały 7 baszt okrągłych, 14 kwadratowych, 1 sześciokątną i 15 półbaszt, tj. baszt otwartych. Od strony Odry znajdowało się kilka furt wodnych. Wokół murów przebiegała fosa wodna o głębokości 30-35 łokci, szerokości dna ok. 57 łokci, a przy górnej krawędzi ok. 80 łokci. Opodal znajdowała się Brama Panieńska, która zamykała Stare Miasto od północy.

### Baszta w XIX wieku

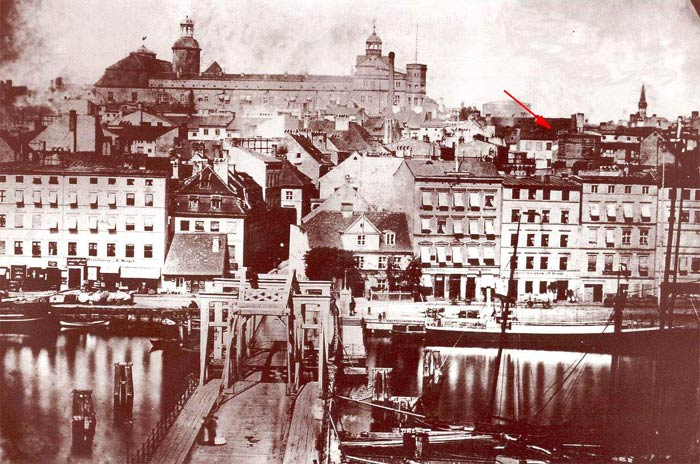
Baszta Panieńska w drugiej połowie XIX wieku

Baszta ma 9 m średnicy zewnętrznej i 3,6 m wewnętrznej. Posiada 3 kondygnacje, dolną piwniczną o wysokości 4,7 m, parterową o wysokości 4,4 m i na I piętrze liczącą 2,5 m wysokości. Zakończona jest krenelażem i stożkowym hełmem. Do 1723 roku w baszcie więziono skazańców. Mury średniowieczne zburzono po wybudowaniu obwarowań nowożytnych (Forty Leopolda, Wilhelma, Prusy) w latach 1724-1740, tj. na początku panowania pruskiego. Z czasem szczelnie zabudowano ją kamienicami i wręcz zapomniano o niej. Prawdopodobnie na przełomie XIX i XX wieku w związku z likwidacją Fortu Leopolda i budową Tarasów Hakena (obecne Wały Chrobrego) rozebrano górną część baszty, budując na jej podstawie ośmiokątną kamienicę. Kamienica ta dotrwała do 1944 roku, kiedy to na skutek nalotów dywanowych uległa zniszczeniu wraz z całym szczecińskim Starym Miastem. Odbudowana i odsłonięta została po uprzątnięciu wojennych gruzów na Podzamczu. W 1954 roku wpisano Basztę do rejestru zabytków.

### Gruzy w 1948 roku

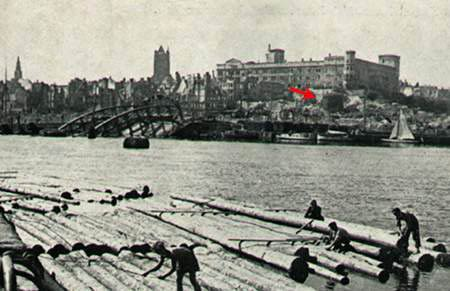
Gruzy po Baszcie Panieńskiej (1948)

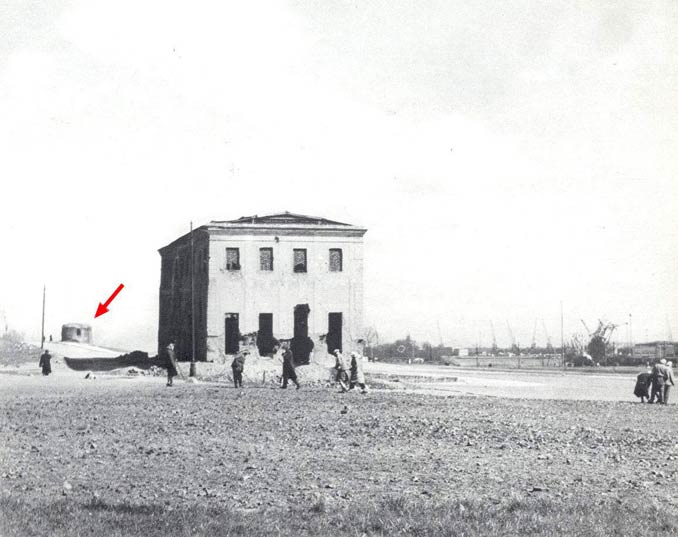
Baszta Panieńska po odgruzowaniu (lata 1950-60)

Zrekonstruowano ją w 1964 roku i przez pewien czas pełniła różne funkcje użytkowe. Przez pewien okres była siedzibą Chorągwi Szczecińskiej Zakonu Rycerskiego i Szpitalnego św. Łazarza z Jerozolimy. 

## Pochodzenie nazwy Baszty

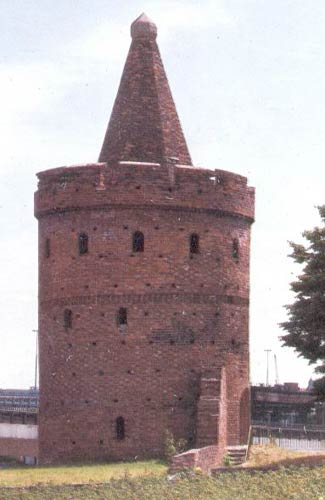
Brama Panieńska w Szczecinie zwana "Basztą Siedmiu Płaszczy" w roku 2000

W związku z legendami Baszta nazywana jest też "Basztą Siedmiu Płaszczy". Historycy łączą nazwę baszty z rzemieślniczym cechem krawców, którzy łożyli na utrzymanie budowli. Istnieje jednak legenda, która wskazuje na inne pochodzenie nazwy – a związane z siedmioma płaszczami uszytymi dla księcia Bogusława X.